# Gunnar Håkansson (brottare)
Erik Martin Gunnar Håkansson, född 23 juli 1926 i Malmö, död 4 augusti 2009 i Malmö, var en svensk brottare och brandman.
Håkansson representerade malmöklubben GAK Enighet till och med 1956, därefter BK Kärnan Limhamn, och hans främsta framgång var en bronsmedalj i fjädervikt grekisk-romersk stil vid världsmästerskapen 1955 i Karlsruhe. Han deltog i OS 1952, där han blev oplacerad i fjädervikt grekisk-romersk stil, samt i OS 1956, där han slutade femma i samma klass.
Håkansson blev svensk mästare sju gånger: i fjädervikt grekisk-romersk stil 1951, 1954 och 1955, i lättvikt grekisk-romersk stil 1957 och 1959, i fjädervikt fristil 1954 samt i lättvikt fristil 1958 (därtill ett silver och två brons i fristil, samt två brons i grekisk-romersk stil). Dessutom vann han ett JSM-guld 1947 (fjädervikt grekisk-romersk stil).
Gunnar Håkansson tilldelades Stora grabbars märke 1957.